# Preçac
Preçac (en francès Pressac) és un municipi francès situat al departament de la Viena i a la regió de la Nova Aquitània. L'any 2007 tenia 523 habitants.

## Demografia

### Població
El 2007 la població de fet de Pressac era de 523 persones. Hi havia 229 famílies de les quals 70 eren unipersonals (31 homes vivint sols i 39 dones vivint soles), 74 parelles sense fills, 58 parelles amb fills i 27 famílies monoparentals amb fills.
La població ha evolucionat segons el següent gràfic:
Habitants censats

### Habitatges
El 2007 hi havia 326 habitatges, 242 eren l'habitatge principal de la família, 44 eren segones residències i 40 estaven desocupats. 315 eren cases i 7 eren apartaments. Dels 242 habitatges principals, 178 estaven ocupats pels seus propietaris, 52 estaven llogats i ocupats pels llogaters i 12 estaven cedits a títol gratuït; 2 tenien una cambra, 18 en tenien dues, 48 en tenien tres, 66 en tenien quatre i 108 en tenien cinc o més. 185 habitatges disposaven pel capbaix d'una plaça de pàrquing. A 129 habitatges hi havia un automòbil i a 77 n'hi havia dos o més.

### Piràmide de població
La piràmide de població per edats i sexe el 2009 era:
| Homes | Edats   | Dones |
| ----- | ------- | ----- |
| 0     | 95 o +  | 0     |
| 0     | 90 a 94 | 0     |
| 4     | 85 a 89 | 0     |
| 0     | 80 a 84 | 8     |
| 16    | 75 a 79 | 24    |
| 40    | 70 a 74 | 24    |
| 12    | 65 a 69 | 32    |
| 16    | 60 a 64 | 16    |
| 12    | 55 a 59 | 4     |
| 28    | 50 a 54 | 12    |
| 20    | 45 a 49 | 16    |
| 28    | 40 a 44 | 28    |
| 32    | 35 a 39 | 20    |
| 24    | 30 a 34 | 16    |
| 24    | 25 a 29 | 24    |
| 16    | 20 a 24 | 8     |
| 28    | 15 a 19 | 20    |
| 24    | 10 a 14 | 4     |
| 0     | 5 a 9   | 8     |
| 4     | 0 a 4   | 8     |

## Economia
El 2007 la població en edat de treballar era de 311 persones, 211 eren actives i 100 eren inactives. De les 211 persones actives 193 estaven ocupades (114 homes i 79 dones) i 19 estaven aturades (6 homes i 13 dones). De les 100 persones inactives 41 estaven jubilades, 17 estaven estudiant i 42 estaven classificades com a «altres inactius».

### Ingressos
El 2009 a Pressac hi havia 253 unitats fiscals que integraven 546 persones, la mediana anual d'ingressos fiscals per persona era de 12.828 €.

### Activitats econòmiques
Dels 24 establiments que hi havia el 2007, 1 era d'una empresa alimentària, 3 d'empreses de fabricació d'altres productes industrials, 5 d'empreses de construcció, 1 d'una empresa de comerç i reparació d'automòbils, 1 d'una empresa de transport, 4 d'empreses d'hostatgeria i restauració, 5 d'empreses de serveis, 2 d'entitats de l'administració pública i 2 d'empreses classificades com a «altres activitats de serveis».
Dels 8 establiments de servei als particulars que hi havia el 2009, 3 eren fusteries, 1 lampisteria, 1 perruqueria i 3 restaurants.
Dels 2 establiments comercials que hi havia el 2009, 1 era una botiga de menys de 120 m² i 1 una fleca.
L'any 2000 a Pressac hi havia 41 explotacions agrícoles que ocupaven un total de 3.536 hectàrees.

## Equipaments sanitaris i escolars
El 2009 hi havia una escola elemental integrada dins d'un grup escolar amb les comunes properes formant una escola dispersa.

## Poblacions més properes
El següent diagrama mostra les poblacions més properes.